# اسلوونیایی‌ها
اسلوونیایی‌ها (اسلوونیایی: Slovenci) مردمانی از نژاد اسلاو در اروپا هستند که در کشور اسلوونی زندگی می‌کنند. زبان این مردم زبان اسلوونیایی است. اکثر اسلوونی‌ها در کشور اسلوونی زندگی می‌کنند اما اقلیت‌هایی از آنها در آمریکا، کانادا، آلمان، ایتالیا و آرژانتین نیز وجود دارند. حدود ۲ تا ۲٫۵ میلیون اسلوونیایی در دنیا زندگی می‌کنند.